# 1960 en mer Méditerranée
Cet article présente les faits marquants de l'année 1960 en mer Méditerranée.

## Évènements
- 12 mai : lancement du navire océanographique français Thalassa. Il effectue ses premières missions en mer le long des côtes françaises et aux Baléares du 17 décembre 1960 au 5 janvier 1961[1].